# 龍渓駅 (広州市)
龍渓駅（りゅうけい-えき）は、中華人民共和国広東省広州市茘湾区芳村龍渓大道にある、仏山地下鉄1号線の駅である。

## 駅構造
- 島式ホーム1面2線の地下駅。ホームドア設置駅。

## 歴史
- 2010年11月3日 - 開業。

## 隣の駅
仏山地下鉄
■1号線
金融高新区駅 - 龍渓駅 - 菊樹駅